# 대한민국 형사소송법 제248조
대한민국 형사소송법 제248조는 공소효력의 범위에 대한 형사소송법의 조문이다.

## 조문
제248조(공소효력의 범위) ① 공소는 검사가 피고인으로 지정한 사람 외의 다른 사람에게는 그 효력이 미치지 아니한다.

②범죄사실의 일부에 대한 공소는 그 효력이 전부에 미친다.

## 판례
- 타인의 성명과 생년월일을 사칭하여 기소된 경우에 그 공소의 효력은 명의를 사칭한 자에 대해서만 미치고 그 명의를 모용당한 자에게는 미치지 아니한다[1]

## 참고 문헌
- 손동권 신이철, 새로운 형사소송법(초판, 2013), 세창, 2013. ISBN 9788984114081

## 같이 보기
- 공소